# Agostino Barelli
Agostino Barelli va ser un arquitecte italià de l'època barroca. Va néixer el 1626 a Bolonya, Itàlia i va morir el 29 de gener del 1697 a Bolonya, Itàlia. Va ser batejat el 26 d'octubre de 1627 a la Capella del Sant Procolo de Bolonya. Molts dels seus edificis estan encara sense descobrir, inspirats en la seva majoria per l'església romana del segle XVI: Sant Andrea de la Valle. Els seus pares van ser el Giovanni Battista de Barellis, nadiu de Ravenna (Ravêna en emilià-romanyol), a Munic; i la Francesca de Zechi. Una vegada va practicar mala praxi confonent un peu romà amb un peu italià, motiu pel qual va ser castigat: un supervisor li va ser assignat al projecte.

## Edificis dissenyats per ell
- Església Teatina de San Bartolomeo(Bolonya), 1653
- Theatinerkirche(Munic), 1664-1674
- Palau de Nymphenburg, 1664-1674
- Habitacions papals de la residència de Munic, 1666 a. C

## Les seves obres literàries
- Dizionario Biografico degli Italiani - Volum 6 (1964)
- Escriptòrium

## Biografia
El seu pare treballava com a mestre paleta a Bolonya mentre continuava anant a la seva ciutat natal(l'actual Munic) de tant en tant i l'Agostino va aprendre dibuix i construcció del seu pare al costat d'en Pellegrino, el seu germà petit per a després treballar a l'empresa familiar amb un tal Antoni, l'encarregat de la planificació. Així que deixa constància de la seva implicació en el concurs de projectes del palau Albergati a Zola Predosa el 1950 i més endavant, el 1959, signant com a Antonio Barella Muratore. La col·lecció de tractats d'arquitectura del seu patrimoni posterior inclou, a més dels habituals llibres de columnes, en la seva majoria obres del segle XVII en els quals mostra el seu gran interès per la teoria arquitectònica i el 1694 va adquirir l'últim treball del Carlo Fontana sobre els edificis sagrats de Roma. En Barelli va dissenyar parts de la Santi Bartolomeo e Gaetano, una catedral catòlica d'estil renaixentista que actualment és ubicat al centre de Bolonya, Itàlia. En Barelli es destacava per introduir l'arquitectura barroca italiana a Baviera. La Enriqueta Adelaide de Savoia el va convidar a Munic per a construir la Theatinerkirche(església taetina de Sant Kajetan) el 1664. El treball va estar marcat per conflictes amb el seu supervisor de construcció, el señor Spinelli.

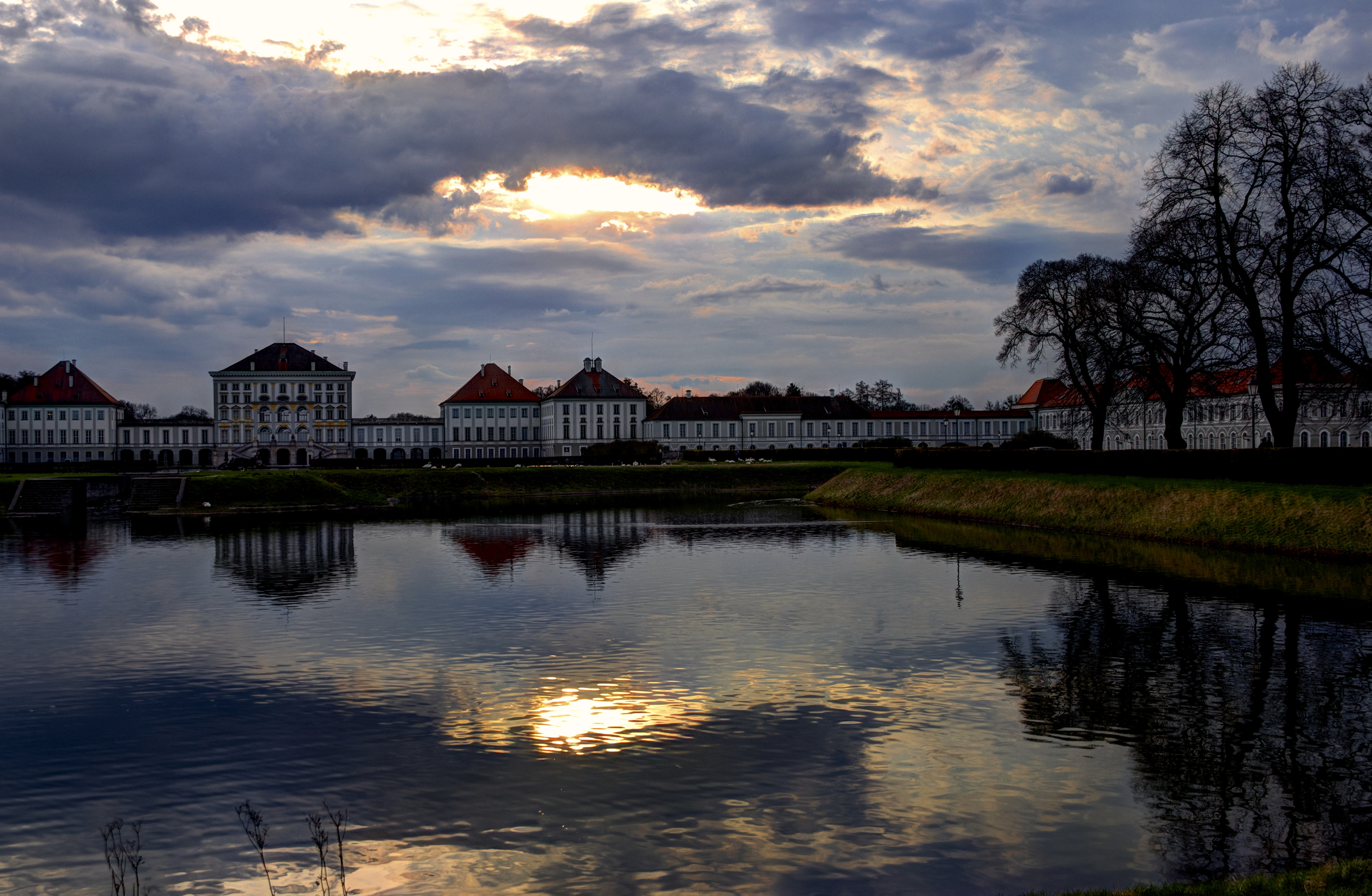
vista del Palau de Nymphenburg

En Barelli també va crear l'esbós del Palau de Nymphenburg el 1664. Va ser reemplaçat per Enrico Zuccalli al 1672(qui va afegir dues torres que no estaven en el projecte original) i va tornar a Bolonya, però va haver treballat més de cinquanta anys com a constructor i arquitecte allí. Gràcies a ell, un dels primers edificis barrocs del nord dels Alps va ser construït entre 1633 i 1674.